# Liste der größten deutschen Sportligen
Die folgende Liste enthält die größten deutschen Sportligen nach Umsatz und Zuschauerzuspruch. Aufgenommen werden bundesweite Ligen mit einem Zuschauerschnitt von mindestens 1000.

## Liste
Die Angaben beziehen sich auf die Saison 2023/24 falls nicht anders angegeben. Fehlende Angaben sind nicht öffentlich bekannt.
| Liga | Liga                          | Sport             | Ebene | Teams | Spiele          | Spiele         | Zuschauer | Zuschauer | Umsatz in Mio. € | Umsatz in Mio. € |
| Liga | Liga                          | Sport             | Ebene | Teams | reguläre Saison | Post- Season + | Gesamt    | Schnitt   | Gesamt           | pro Team         |
| ---- | ----------------------------- | ----------------- | ----- | ----- | --------------- | -------------- | --------- | --------- | ---------------- | ---------------- |
|      | Fußball-Bundesliga            | Fußball           | I     | 18    | 306             | 2              | 12083936  | 39490     | 4450             | 247,2            |
|      | 2. Fußball-Bundesliga         | Fußball           | II    | 18    | 306             | 4              | 8933092   | 29289     | 790              | 43,9             |
|      | 3. Fußball-Liga               | Fußball           | III   | 20    | 380             | 4              | 3662851   | 9639      | 234              | 13,0             |
|      | Deutsche Eishockey Liga       | Eishockey         | I     | 14    | 364             | 32–55          | 2606000   | 7160      | 150              | 10,0             |
|      | Handball-Bundesliga           | Handball          | I     | 18    | 306             | –              | 1596370   | 5216      | 140              | 7,8              |
|      | Basketball-Bundesliga         | Basketball        | I     | 18    | 306             | 21–35          | 1253960   | 4130      | 120–125          | 6,8              |
|      | DEL2                          | Eishockey         | II    | 14    | 364             | 44–76          | 1147908   | 3154      | 40,6             | 2,9              |
|      | Frauen-Bundesliga             | Fußball           | I     | 12    | 132             | –              | 354124    | 2683      | 17               | 1,4              |
|      | 2. Basketball-Bundesliga ProA | Basketball        | II    | 18    | 306             | 20–32          | 627333    | 2050      |                  |                  |
|      | 2. Handball-Bundesliga        | Handball          | II    | 18    | 306             | –              | 485.617   | 1.586     |                  |                  |
|      | German Football League        | American Football | I     | 15    | 75              | 9              | 152421    | 1571      |                  |                  |
|      | Volleyball-Bundesliga         | Volleyball        | I     | 12    | 132             | 15–23          | 180.895   | 1370      | 12,5             | 1,1              |
|      | Eishockey-Oberliga            | Eishockey         | III   | 25    | 576             | 68–117         | 759628    | 1319      |                  |                  |
|      | Volleyball-Bundesliga         | Volleyball        | I     | 12    | 132             | 15–23          | 138113    | 1212      | 13               | 1,1              |